# Söderala pastorat
Söderala pastorat är från 2014 ett pastorat i Hälsinglands södra kontrakt i Uppsala stift i Söderhamns kommun i Gävleborgs län. 
Pastoratet består sedan 2012 av följande församlingar:
- Söderala församling
- Ljusne församling
- Mo-Bergviks församling
- Skogs församling

Pastoratskod är 011302